# أحمد صلاح
أحمد صلاح هو لاعب كرة الريشة مصري، ولد في 30 سبتمبر 1990 في القاهرة في مصر.

## وصلات خارجية
- أحمد صلاح على موقع BWF.tournamentsoftware.com (الإنجليزية)
- أحمد صلاح على موقع BWFbadminton.com (الإنجليزية)